# Tests de lisibilité Flesch-Kincaid
Les tests de lisibilité Flesch-Kincaid sont des examens de lisibilité conçus pour indiquer la difficulté de compréhension d'un passage en anglais. Il existe deux examens, « Flesch Reading Ease » et « Flesch-Kincaid Grade Level ». Bien qu'ils utilisent les mêmes mesures de base (longueur des mots et longueur des phrases), ils ont des facteurs de pondération différents.
Le niveau de lecture « Flesch-Kincaid (en) » (F-K) fut élaboré sous contrat avec la marine américaine en 1975 par J. Peter Kincaid et son équipe. Les recherches connexes de la marine américaine dirigées par Kincaid portèrent sur l'enseignement de la haute technologie (par exemple, la rédaction et la diffusion électronique de l'information technique), l'utilité de la formule de lisibilité Flesch-Kincaid, les aides informatiques pour la révision des tests, les formats illustrés pour enseigner les procédures, et le système de révision de la lisibilité par ordinateur (anglais : Computer Readability Editing System; CRES).

## Facilité de lecture
Dans l'examen de facilité de lecture de Flesch, des scores élevés indiquent des documents plus faciles à lire ; des nombres plus faibles indiquent des passages plus difficiles à lire. La formule pour cet examen est comme suit :
{\displaystyle 206.835-1.015\left({\frac {\text{mots totaux}}{\text{phrases totales}}}\right)-84.6\left({\frac {\text{syllabes totales}}{\text{mots totaux}}}\right)}
Les scores peuvent être interprétés comme indiqué dans le tableau ci-dessous.
| Score        | Niveau scolaire            | Notes                                                                       |
| ------------ | -------------------------- | --------------------------------------------------------------------------- |
| 100.00–90.00 | Cours Moyen II ou 7e       | Très facile à lire. Facilement compréhensible par un élève moyen de 11 ans. |
| 90.0–80.0    | 6e                         | Facile à lire. Anglais conversationnel pour les consommateurs.              |
| 80.0–70.0    | 5e                         | Plutôt facile à lire.                                                       |
| 70.0–60.0    | 4e et 3e                   | En clair. Facilement compréhensible par les élèves de 13 à 15 ans.          |
| 60.0–50.0    | Seconde vers Terminale     | Plutôt difficile à lire.                                                    |
| 50.0–30.0    | Université ou Grande Ecole | Difficile à lire.                                                           |
| 30.0–0.0     | Diplôme universitaire      | Très difficile à lire. Mieux compris par les diplômés universitaires.       |

« Reader's Digest » a un indice de lisibilité d'environ 65, le magazine « Time » obtient un score d'environ 52, le travail écrit d'un élève moyen en 5e (âgé de 12 ans) a un indice de lisibilité de 60-70 (et un niveau de lecture de 6 à 7), et « Harvard Law Review » a un score général de lisibilité dans la trentaine. Le score de lisibilité le plus élevé (le plus facile) possible est de 121,22, mais seulement si chaque phrase se compose d'un seul mot d'une syllabe. Alors qu'Amazon calcule le texte de « Moby Dick » à 57,9, une phrase particulièrement longue sur les requins au 64e chapitre a un score de lisibilité de -146,77.

## Évaluation
Ces tests de lisibilité sont largement utilisés dans le domaine de l'éducation. La formule « Flesch-Kincaid Grade Level » présente plutôt un score comme un niveau scolaire américain, ce qui permet aux enseignants, parents, bibliothécaires et autres de juger plus facilement du niveau de lisibilité de divers livres et textes. Il peut également signifier le nombre d'années d'études généralement nécessaires pour comprendre ce texte, ce qui est pertinent lorsque la formule donne un nombre supérieur à 10. On peut le calculer à l'aide de la formule suivante : 
{\displaystyle 0.39\left({\frac {\mbox{mots totaux}}{\mbox{phrases totales}}}\right)+11.8\left({\frac {\mbox{syllabes totales}}{\mbox{mots totaux}}}\right)-15.59}
Le résultat est un nombre qui correspond à un niveau scolaire américain.